# Gladys e Seus Bichinhos
Gladys e Seus Bichinhos foi um programa da TV Tupi Rio de Janeiro, produzido a partir de 1955, conservando-se na mesma emissora até 1963, quando transferiu-se para a TV Excelsior Rio de Janeiro, onde ficou até 1965. O programa era apresentado por Gladys Mesquita Ribeiro, ou Tia Gladys, como ficou mais conhecida. Ela era decoradora e programadora visual (folders, cartazes, etc), mas decidiu ir para a TV Tupi fazer um programa que se chamaria "Você sabe onde pisa?", onde ela desenharia trechos de paisagem nas ruas, informando sobre a história do personagem que dava nome à rua, em 1953. Em 1955, decide dedicar seu talento para entreter as crianças na televisão, contando histórias enquanto desenhava os personagens, dando ao mesmo tempo uma aula de desenho artístico pela TV. Com isso, criou vários personagens, entre eles: a formiguinha Gida, a gatinha Clarinha, a peixinha Marci, a abelhinha Domi, a cachorrinha Lelete e o sapo Godô (o mais famoso de todos). Tia Gladys acabou tornando-se um verdadeiro mito para as crianças da época, sendo que após seu programa ter encerrado, Tia Gladys não parou, escreveu 38 livros e gravou 20 discos.